# تپه‌کوی (دامال)
تپه‌کوی (به ترکی استانبولی: Tepeköy) یک منطقهٔ مسکونی در ترکیه است که در دامال واقع شده‌است.